# 兴隆街乡 (桃源县)
兴隆街乡，是中华人民共和国湖南省常德市桃源县下辖的一个乡镇级行政单位。

## 行政区划
兴隆街乡下辖以下地区：
兴隆村、松林村、龙潭溪村、大同村、竹园村、蕉林村、简家溪村和夷望溪村。